# 弘時
愛新覚羅 弘時（あいしんかくら こうじ、康熙43年2月13日(1704年3月18日) - 雍正5年8月6日(1727年9月20日)）は、清の雍正帝の第三皇子。母は斉妃李氏。

## 生涯
雍正帝の第三皇子として生まれた。生母の李氏は康熙帝の第四皇子雍親王（後の雍正帝）の側福晋（側室）であった。
祖父の康熙帝からの覚えもめでたく、父の雍正帝からも期待されていた異母弟の弘暦（後の乾隆帝）と違い、特別に才能があるわけではなく、爵位も与えられなかったが、父の異母弟で政敵の第八皇子胤禩と親密な関係にあった。
雍正4年2月18日（1726年3月21日）、雍正帝の怒りに触れた弘時は、「放縦不謹」を理由に宗籍を剥奪され、強制的に「アキナ（阿其那）」に改名させられ、宗籍を喪失し、宗人府に監禁されていた胤禩の養子とされ、宗人府に監禁された。
雍正5年8月6日（1727年9月20日）、宗人府に監禁されたまま、24歳で死去。
異母弟の弘暦が乾隆帝として即位すると、兄弟の上に免じて、弘時の宗籍を恢復させた。

## 家族
- 父：雍正帝

- 母：斉妃李氏

### 妻妾
- 正室（嫡福晋）：董鄂氏 - 満洲礼部尚書シルダの娘。乾隆40年11月4日、寿康宮で逝去した。享年73歳。

- 妾：鍾氏 - 鍾達の娘。

- 妾：田氏

### 子女
いずれも早逝
- 第一子：永珅 - 康熙60年7月20日（1721年9月11日）生。雍正2年1月6日（1724年1月31日）逝去。生母は鍾氏。

- 第一女 - 康熙61年9月5日生。雍正5年4月13日逝去。生母は嫡福晋董鄂氏。

- 第二女 - 雍正2年2月29日生。雍正4年4月29日逝去。生母は田氏。

## 登場作品
- 雍正王朝（1999年、中国、演：姜光宇）
- 宮廷の諍い女（2011年-2012年、演：鄔立鵬）
- 如懿伝 〜紫禁城に散る宿命の王妃〜（2018年、演：李解）
- 瓔珞〜紫禁城に燃ゆる逆襲の王妃〜（2018年、演：顧天天）